# (4987) Flamsteed
Pour les articles homonymes, voir Flamsteed.
(4987) Flamsteed est un astéroïde de la ceinture principale.

## Description
(4987) Flamsteed est un astéroïde de la ceinture principale. Il fut découvert le 20 mars 1980 à Bickley par l'Observatoire de Perth. Il présente une orbite caractérisée par un demi-grand axe de 2,27 UA, une excentricité de 0,06 et une inclinaison de 7,6° par rapport à l'écliptique.

## Compléments